# Autokommunikation

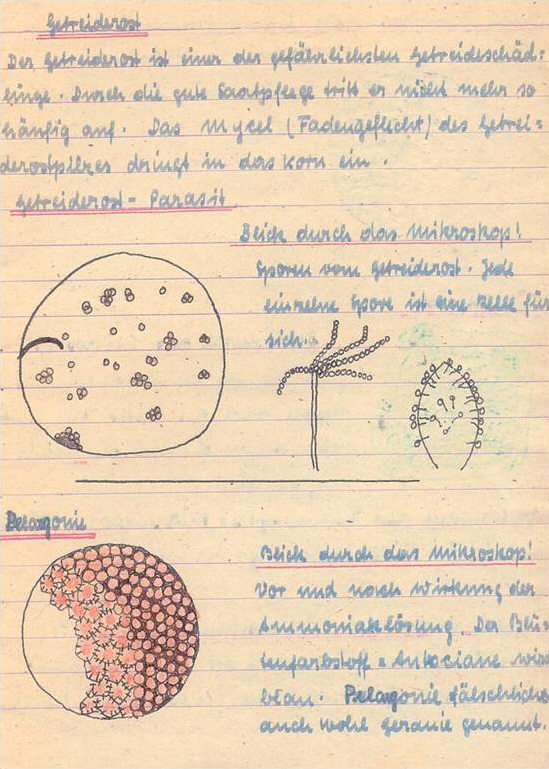
Med autokommunikation avses att kommunicera med sig själv, till exempel genom att prata högt eller som på bilden ovan att göra övningsuppgifter i skolan.

Autokommunikation innebär att prata eller på annat sätt kommunicera högt till eller för sig själv, i motsats till att föra samtal, hålla ett anförande inför publik, eller att rikta sig till läsare i skrift. Autokommunikation är en form av intrapersonell kommunikation, ett sätt att kommunicera med sig själv (andra sätt är inre monolog och dagdrömmar).
I den språkhistoriska forskningen brukar språkets uppkomst förklaras med dess kommunikativa funktion, att språket uppkommit hos människan för att förmedla tankar, varningar och känslor, samt för att kommunikation varit en social fördel. En annan teori är att språket uppkommit för att det är en kognitiv fördel för individerna som behärskar det. Ett av beläggen för den senare teorin är förekomsten av autokommunikation.

## Exempel på autokommunikation
- Barn använder autokommunikation när de lär sig nya ord, att upprepa ett ord är nödvändig för inlärningen av språket och därmed för utvecklingen av barnets begreppsvärld. Barn kan också tala högt utan att det är fråga om en direkt inlärning. Jean Piaget betraktade detta som ickefunktionellt och som ett uttryck för deras mentala omognad, medan Lev Vygotsky såg autokommunikation som ett förstadium till inre monologer, som vuxna för. Inre monologer är viktiga för utvecklingen av självmedvetandet.
- Ur en sekulär synvikel kan autokommunikation i religiösa sammanhang avse böner och mantran (den religiösa människan uppfattar bönen som att tilltala Gud).
- Dagboksskrivande, att skriva kom-ihåg-lappar, och vissa aktiviteter på sociala medier är ytterligare varianter av autokommunikation, där det inte finns en mottagare.
- Personer med hörselhallucinationer pratar ibland för sig själva, antingen som en livshanteringsstrategi,[1][2] eller att personen helt enkelt kommunicerar med rösterna.[3] Det är ett fenomen som är vanligt bland annat hos många författare.[4]
- Att prata för sig själv förekommer också som ett symtom på flera psykiska störningar. Traumatiserade personer med dissociativa störningar pratar ibland för sig själva när de är ensamma.[5] Att prata med sig själv eller med en imaginär person är också vanligt vid demens.[6] Det kan också vara ett fullt friskt beteende att prata för sig själv, en metod att förbereda sig på samtal eller att få kontakt med sitt inre.[7]
- I systemteori menas varje kommunikation från ett system som riktas till det egna systemet som autokommunikation, till exempel att chefen bjuder på tårta eller delar ut förtjänstmedaljer, eller ritualer och ceremonier inom systemet.[8]